# Australska ženska vaterpolska reprezentacija
Australska ženska vaterpolska reprezentacija predstavlja državu Australiju u športu vaterpolu.

## Nastupi na velikim natjecanjima

### Olimpijske igre
- 2000.:  zlato
- 2004.: 4. mjesto
- 2008.:  bronca
- 2012.:  bronca
- 2016.: 6. mjesto
- 2020.: 5. mjesto

### Svjetska prvenstva
- 1986.:  zlato
- 1991.: 5. mjesto
- 1994.: 6. mjesto
- 1998.:  bronca
- 2001.: 5. mjesto
- 2003.: 7. mjesto
- 2005.: 6. mjesto
- 2007.:  srebro
- 2009.: 6. mjesto
- 2011.: 5. mjesto
- 2013.:  srebro
- 2015.: 4. mjesto
- 2017.: 8. mjesto
- 2019.:  bronca